# Konst på Hög

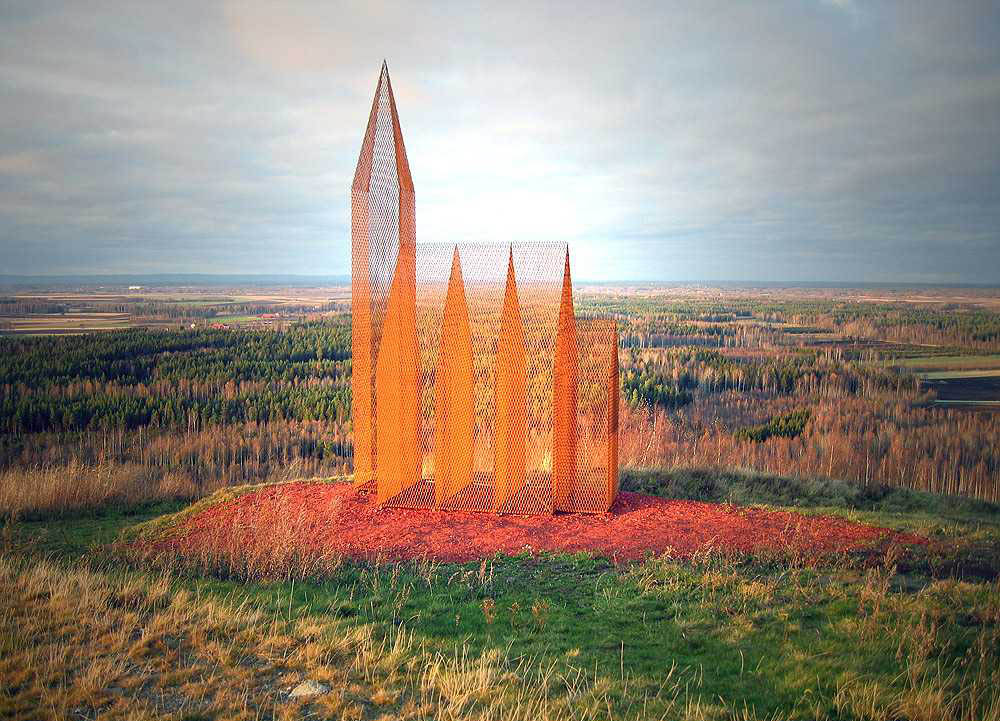
Kent Karlssons Absit Omen

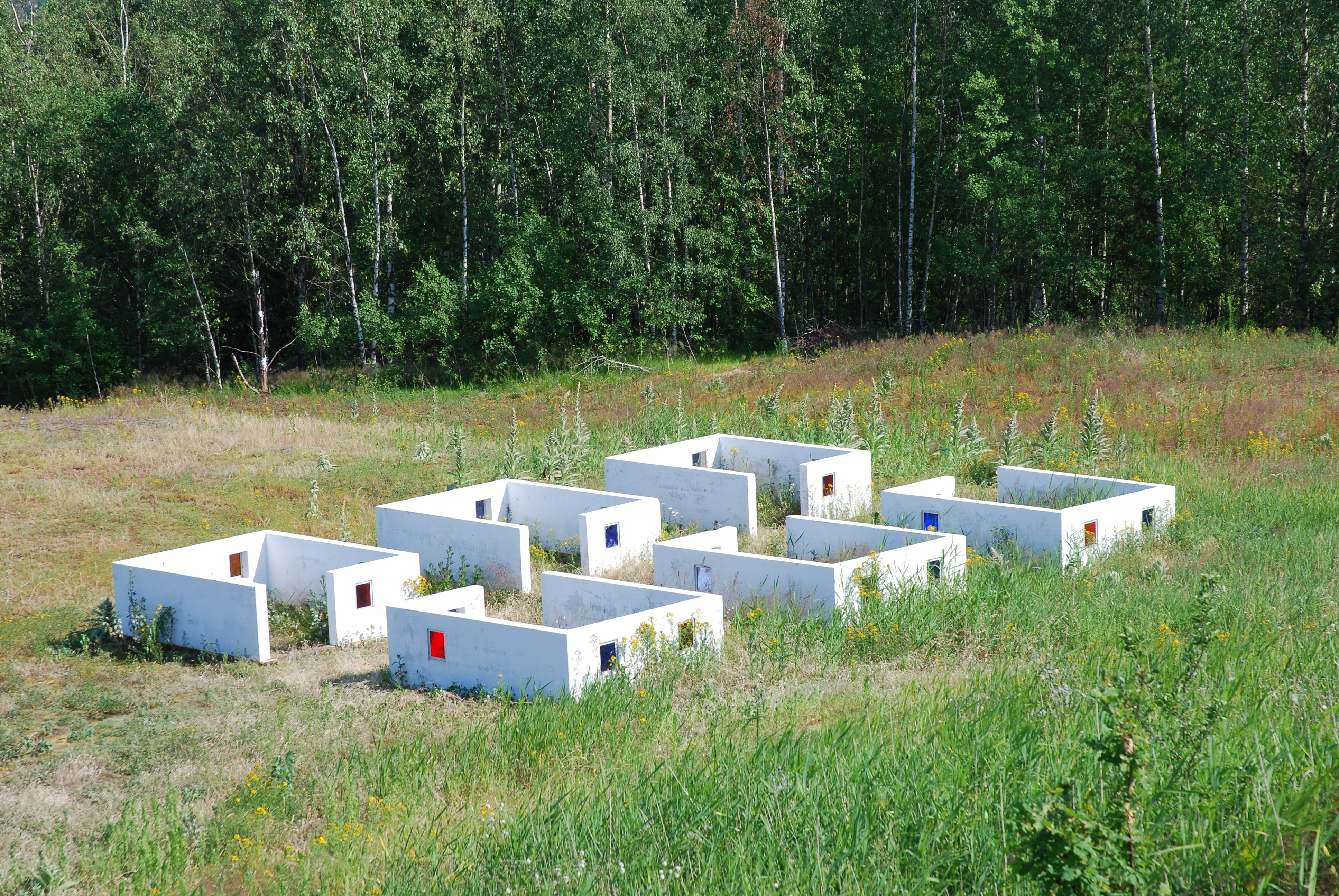
Eva Löfdahls Tur med vädret

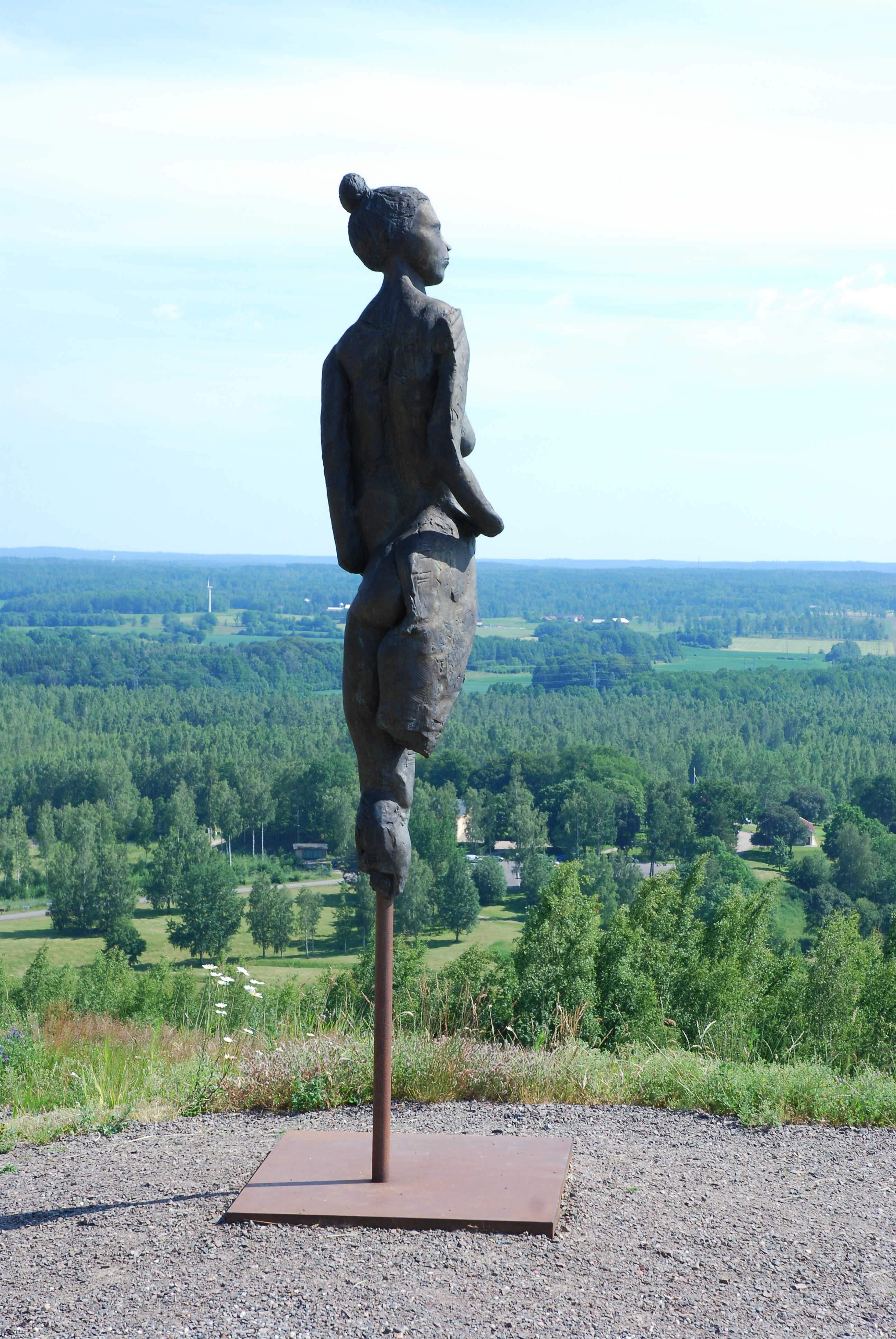
Richard Brixels Karyatid

Konst på hög är en skulpturpark på Kvarntorpshögen i Kumla kommun med omkring 30 konstverk.
Konst på Hög invigdes 1998. På somrarna ordnas konserter och teaterföreställningar.
Kvarntorpshögen med Konst på Hög utpekades 2010 som den märkligaste sevärdheten i Sverige i Fredrik Kullbergs bok Sveriges 100 märkligaste sevärdheter.

## Permanenta konstverk
- Periphery III, 2012, av Sirous Namazi 59°07′34.29″N 15°15′16.11″Ö / 59.1261917°N 15.2544750°Ö
- Var finns konstverket?, 2010, av Marc Broos 59°07′31.55″N 15°15′08.07″Ö / 59.1254306°N 15.2522417°Ö
- Heptagon, 2011, av Corinne Ericson 59°07′30.05″N 15°15′03.79″Ö / 59.1250139°N 15.2510528°Ö
- Waaaall, 1998, av Lars Vilks (nedbrunnen 2019)  59°07′32.95″N 15°15′16.133″Ö / 59.1258194°N 15.25448139°Ö
- Bröstskål, 2000, av Ulf Rollof 59°07′31.44″N 15°15′13.24″Ö / 59.1254000°N 15.2536778°Ö
- Makt, 1998, av Richard Brixel 59°07′31.74″N 15°15′11.39″Ö / 59.1254833°N 15.2531639°Ö
- Koncentrator, 1998, av Torgny Larsson 59°07′30.53″N 15°15′10.68″Ö / 59.1251472°N 15.2529667°Ö
- Ljusrum I och II, 1998,av Pål Svensson 59°07′29.88″N 15°15′07.10″Ö / 59.1249667°N 15.2519722°Ö
- Arken, 1999, av Olle Medin 59°07′31.42″N 15°15′04.99″Ö / 59.1253944°N 15.2513861°Ö
- Vindla, 1998, av Leif Bolter 59°07′32.82″N 15°15′03.86″Ö / 59.1257833°N 15.2510722°Ö
- Energi-Magi, 1998, av Ulla Viotti 59°07′35.34″N 15°15′05.45″Ö / 59.1264833°N 15.2515139°Ö
- Stabil, 2000, av Lars Englund 59°07′32.25″N 15°15′06.91″Ö / 59.1256250°N 15.2519194°Ö
- Kvarntorpsmalanganer, 1999, av Lenny Clarhäll 59°07′31.13″N 15°15′07.11″Ö / 59.1253139°N 15.2519750°Ö
- Port, 1998, av Claes Hake 59°07′31.87″N 15°15′09.58″Ö / 59.1255194°N 15.2526611°Ö
- Sju, 1999, av Mats Caldeborg 59°07′35.70″N 15°15′18.79″Ö / 59.1265833°N 15.2552194°Ö
- Tur med vädret, 2001, av Eva Löfdahl 59°07′33.99″N 15°15′20.36″Ö / 59.1261083°N 15.2556556°Ö
- Rännil, 2001, av Ebba Matz 59°07′32.39″N 15°15′15.75″Ö / 59.1256639°N 15.2543750°Ö
- Dansen, 2001, av Karin Ward 59°07′36.15″N 15°15′44.04″Ö / 59.1267083°N 15.2622333°Ö
- Odens trädgård, av Ulla Viotti 59°07′17.05″N 15°15′26.79″Ö / 59.1214028°N 15.2574417°Ö
- Bunker, 2002, av James Bates 59°07′33.30″N 15°15′12.48″Ö / 59.1259167°N 15.2534667°Ö
- Absit Omen, 2003, av Kent Karlsson 59°07′35.08″N 15°15′11.10″Ö / 59.1264111°N 15.2530833°Ö
- Rum för resande, 2005, av Nils Bertil Malmberg 59°07′41.44″N 15°15′10.91″Ö / 59.1281778°N 15.2530306°Ö
- Hesperidernas trädgård, 2006, av Lars Vilks 59°07′34.34″N 15°15′16.01″Ö / 59.1262056°N 15.2544472°Ö
- Utan titel, 2006, av Peter Johansson 59°07′35.97″N 15°15′21.71″Ö / 59.1266583°N 15.2560306°Ö
- Motorheart, 2007, av Kajfes Arijana och Anders Boqvist 59°07′29.43″N 15°15′05.48″Ö / 59.1248417°N 15.2515222°Ö
- Synergi, 2008, av Eva Marklund 59°07′32.79″N 15°15′18.73″Ö / 59.1257750°N 15.2552028°Ö
- Yggdrasil, 2014, av Cecilia Jansson 59°07′32.73″N 15°15′18.20″Ö / 59.1257583°N 15.2550556°Ö
- Stilla rörelse, 2015, av Maria Miesenberger 59°07′33.54″N 15°15′13.12″Ö / 59.1259833°N 15.2536444°Ö

## Bildgalleri

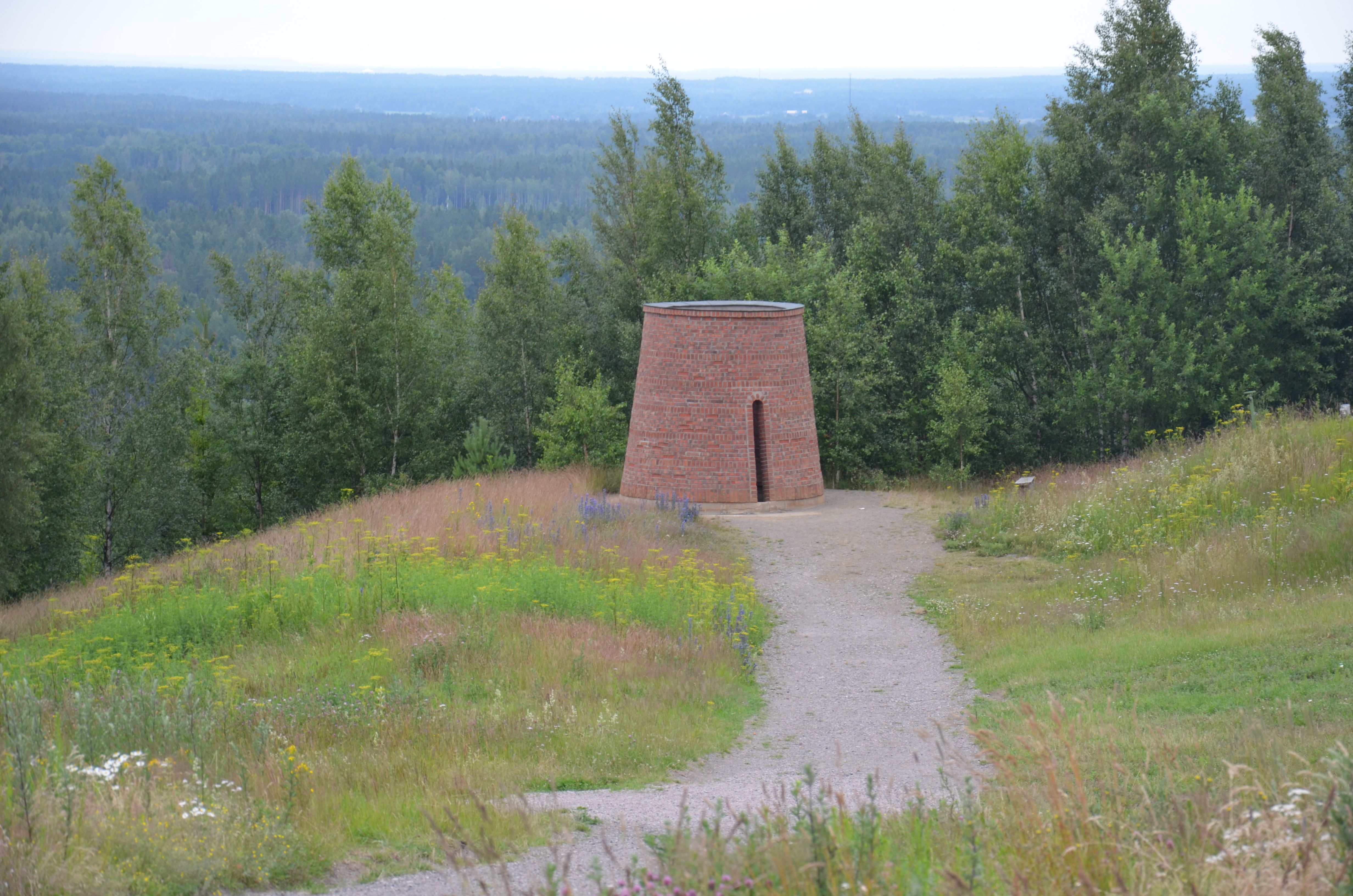
Energi-Magi av Ulla Viotti
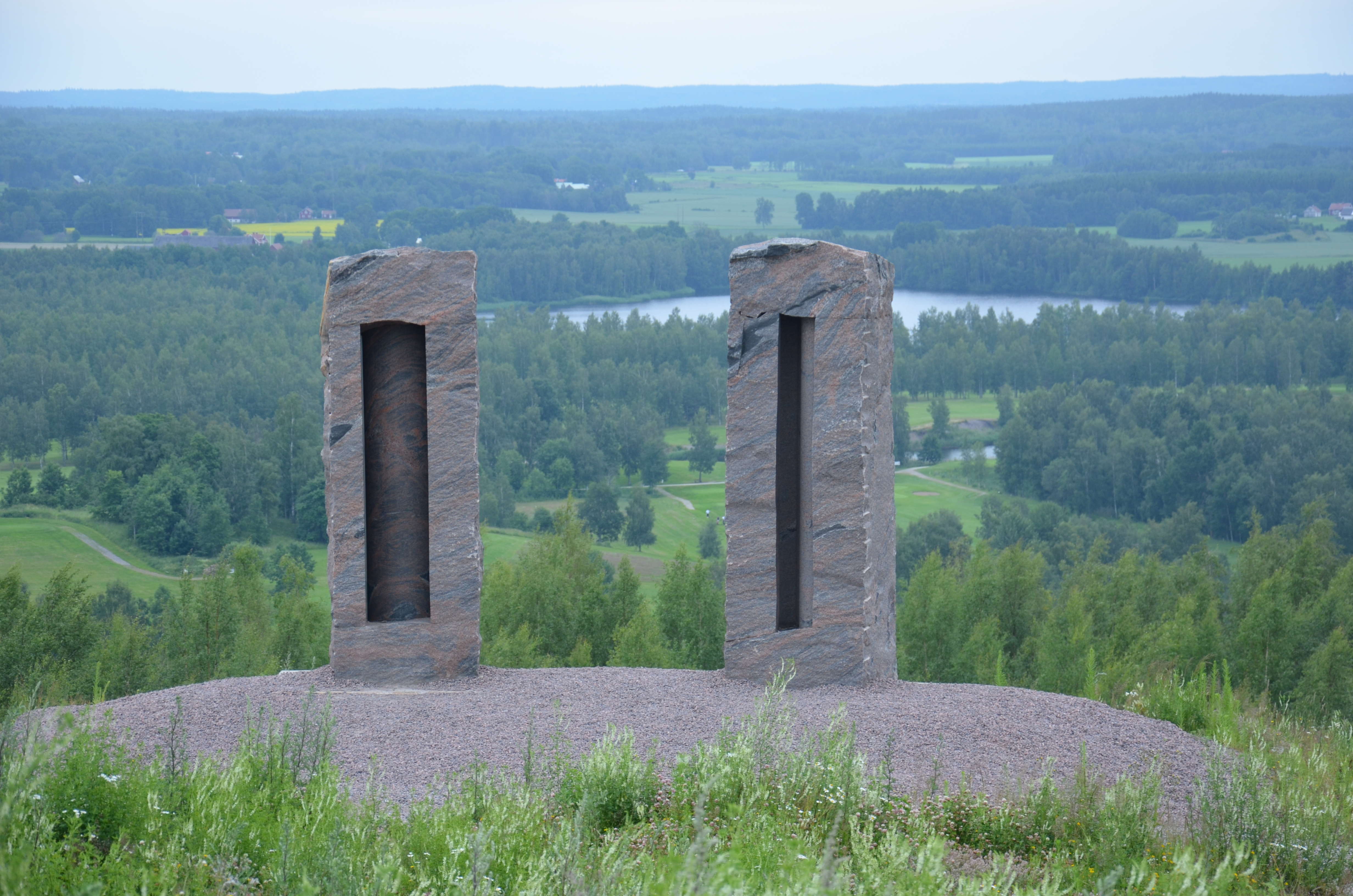
Ljusrum I och Ljusrum II av Pål Svensson
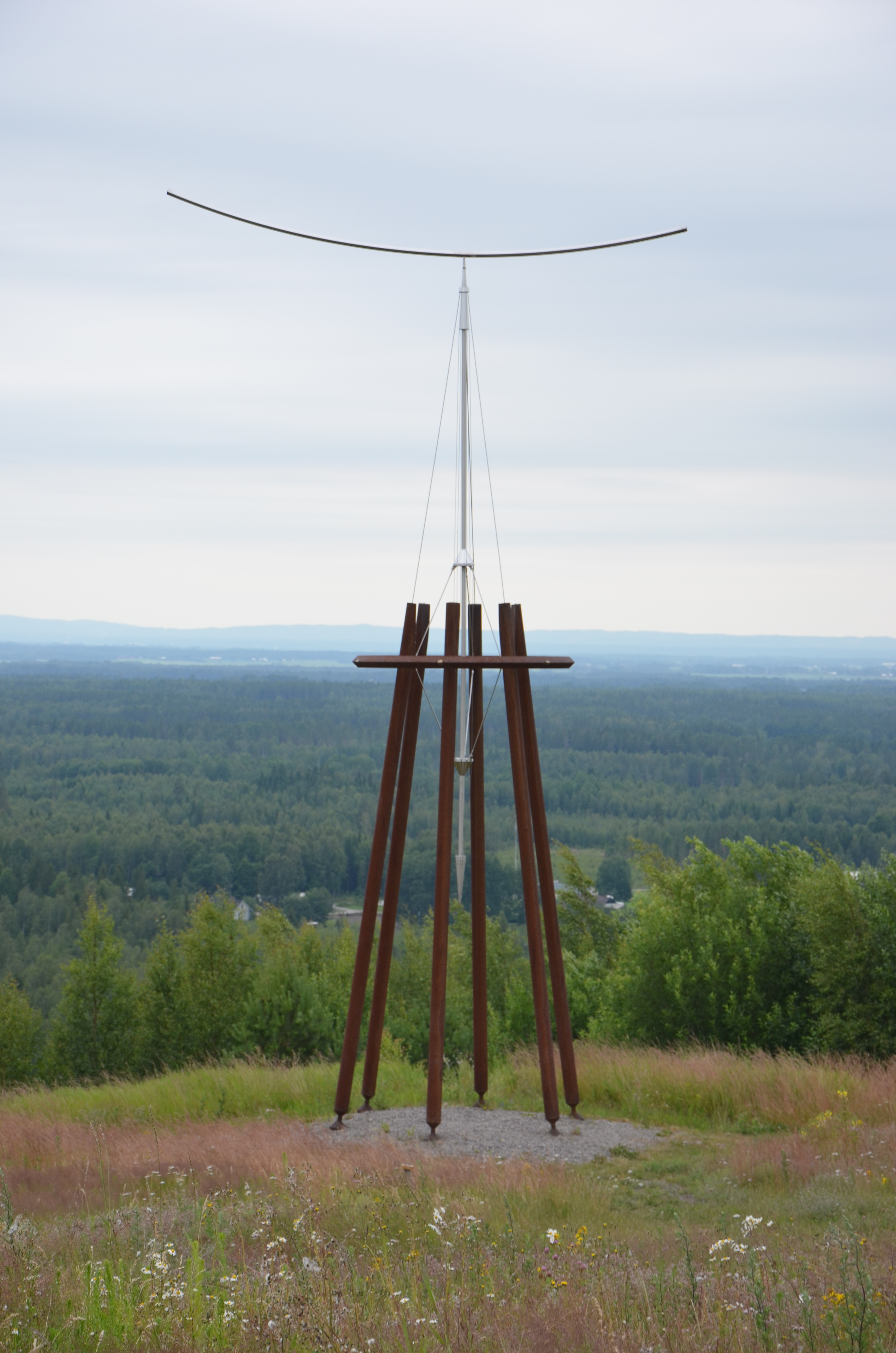
Vindla av Leif Bolter
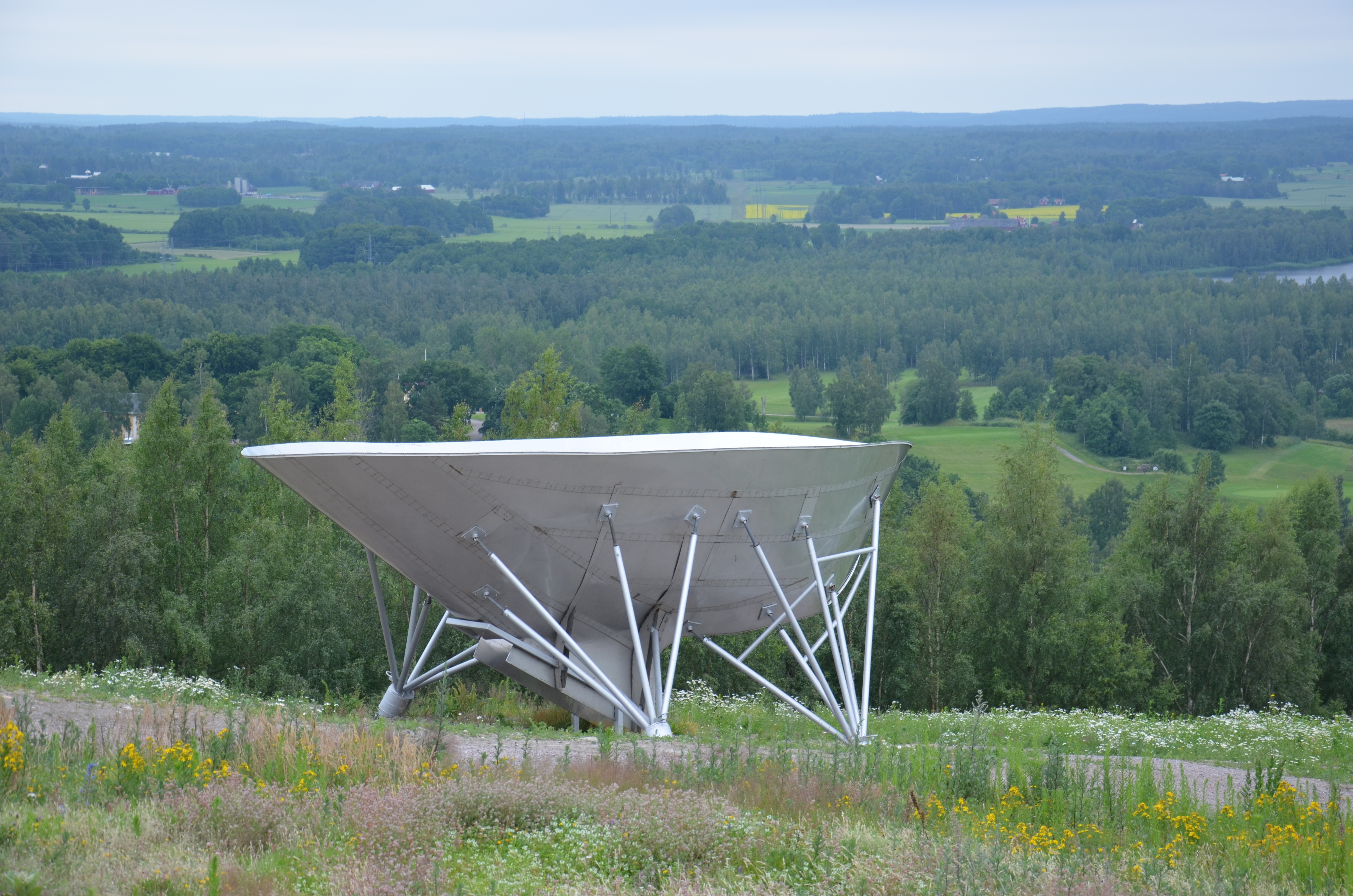
Koncentrator av Torgny Larsson
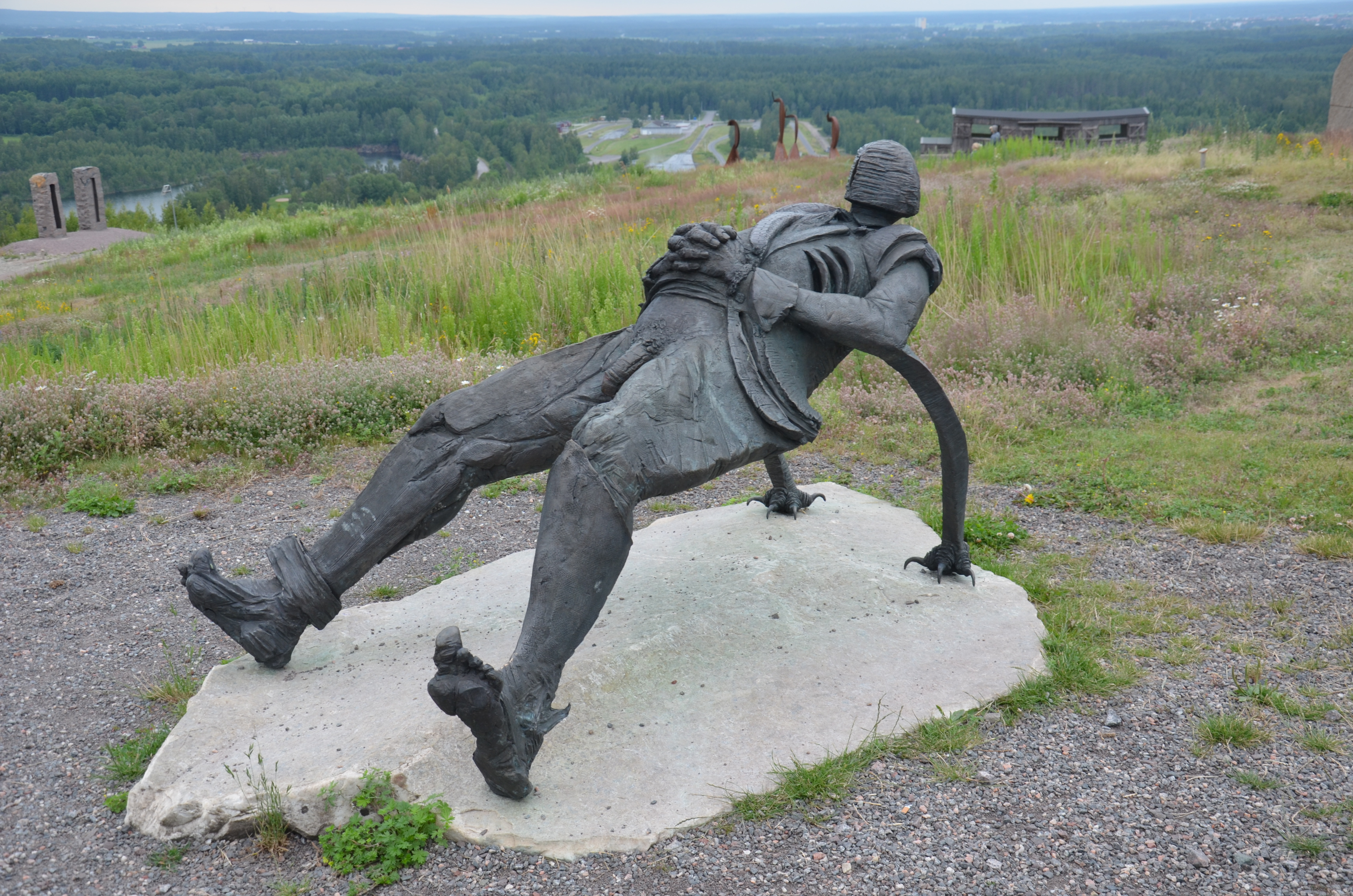
Makt av Richard Brixel
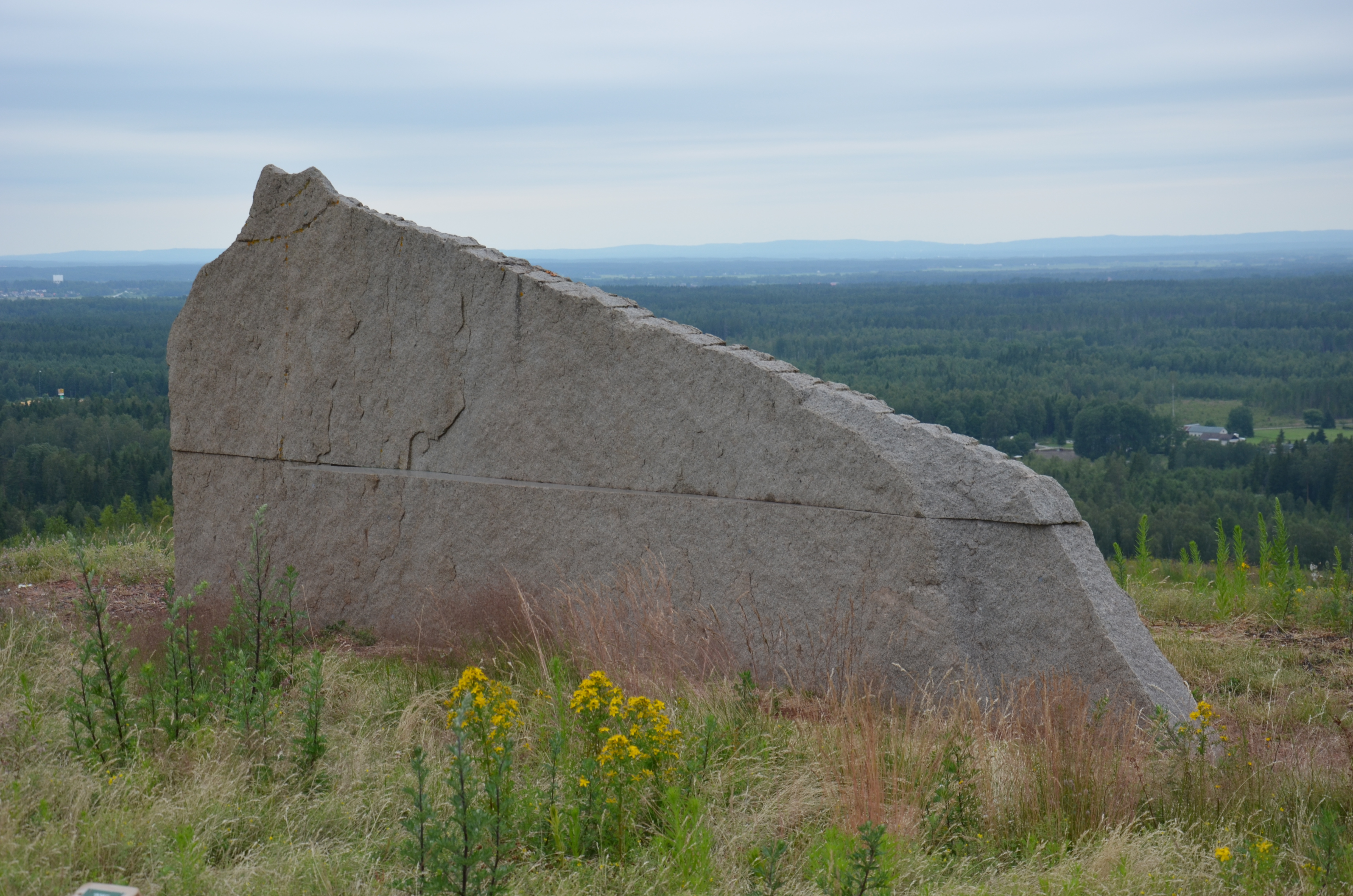
Port av Claes Hake
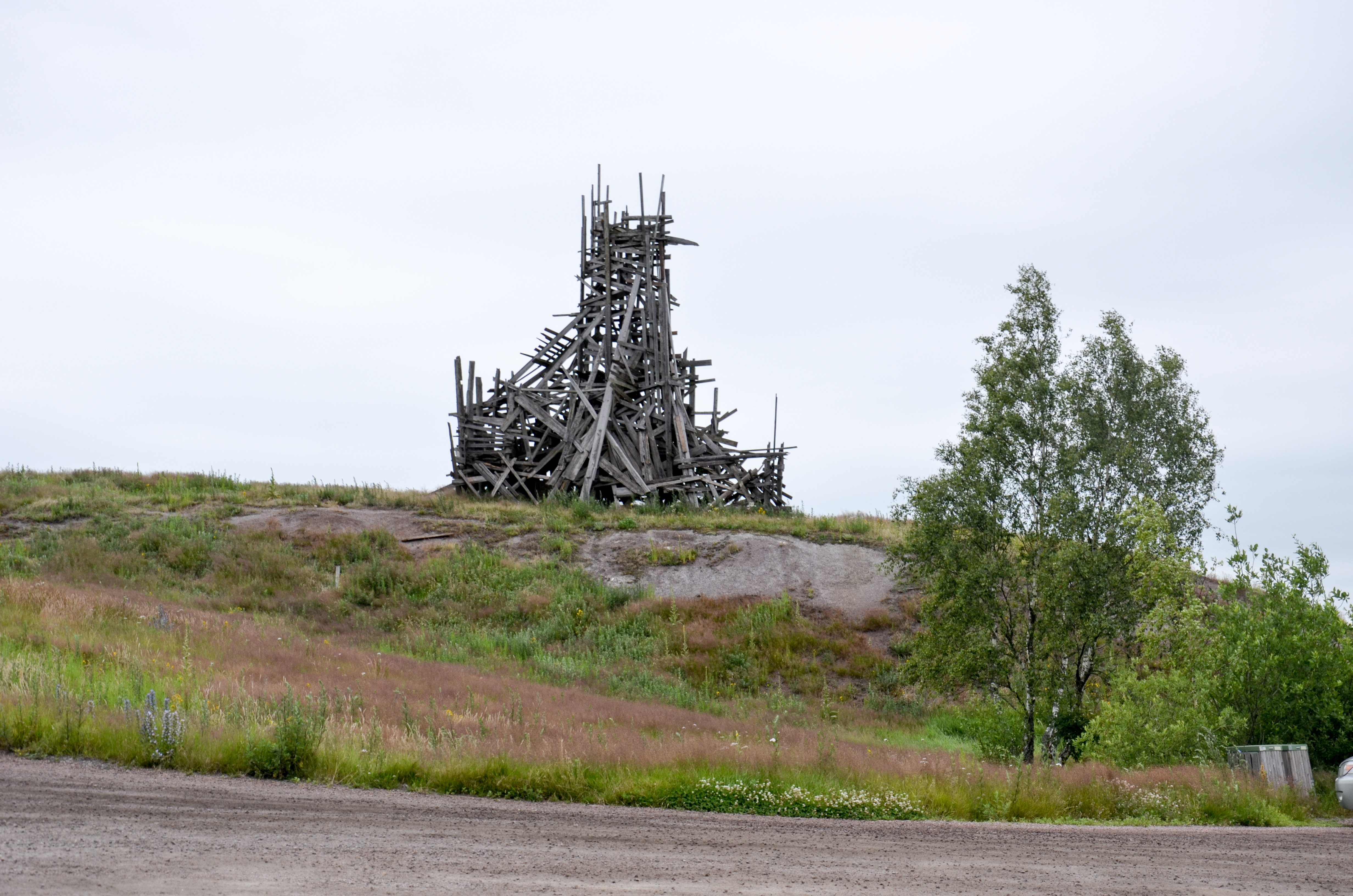
Waaaall av Lars Vilks
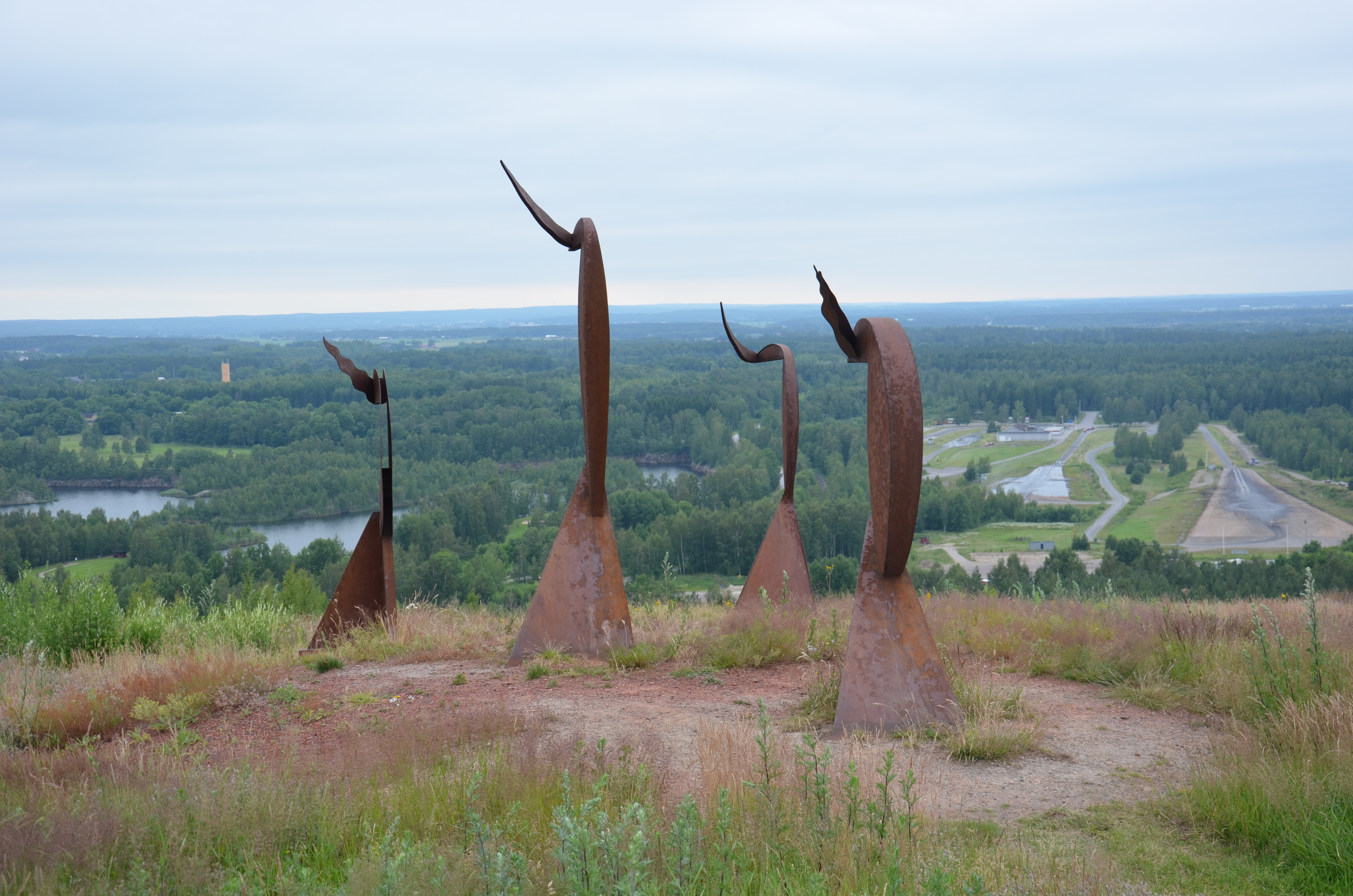
Malanganer av Lenny Clarhäll
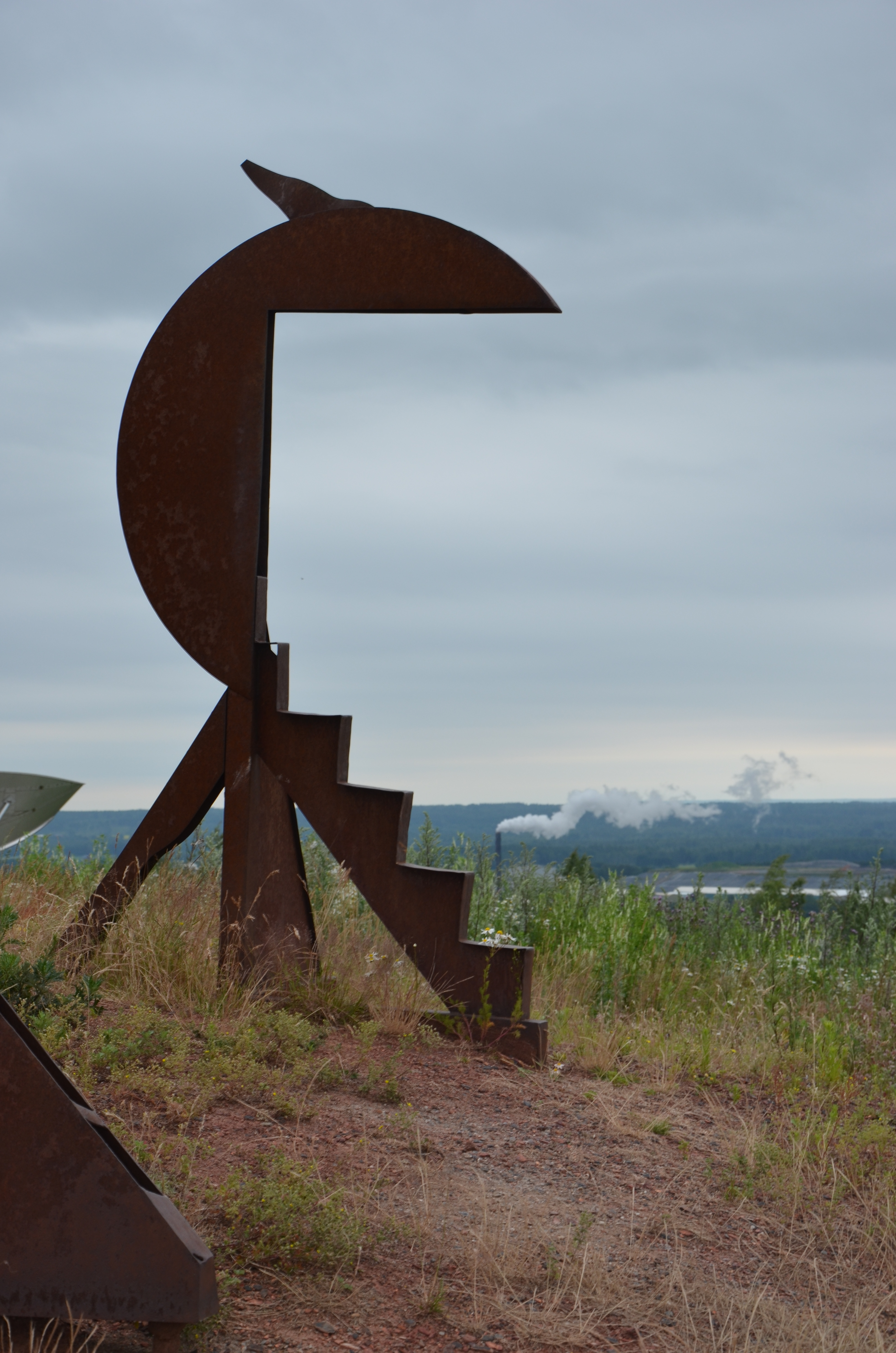
Detalj av Malanganer av Lenny Clarhäll
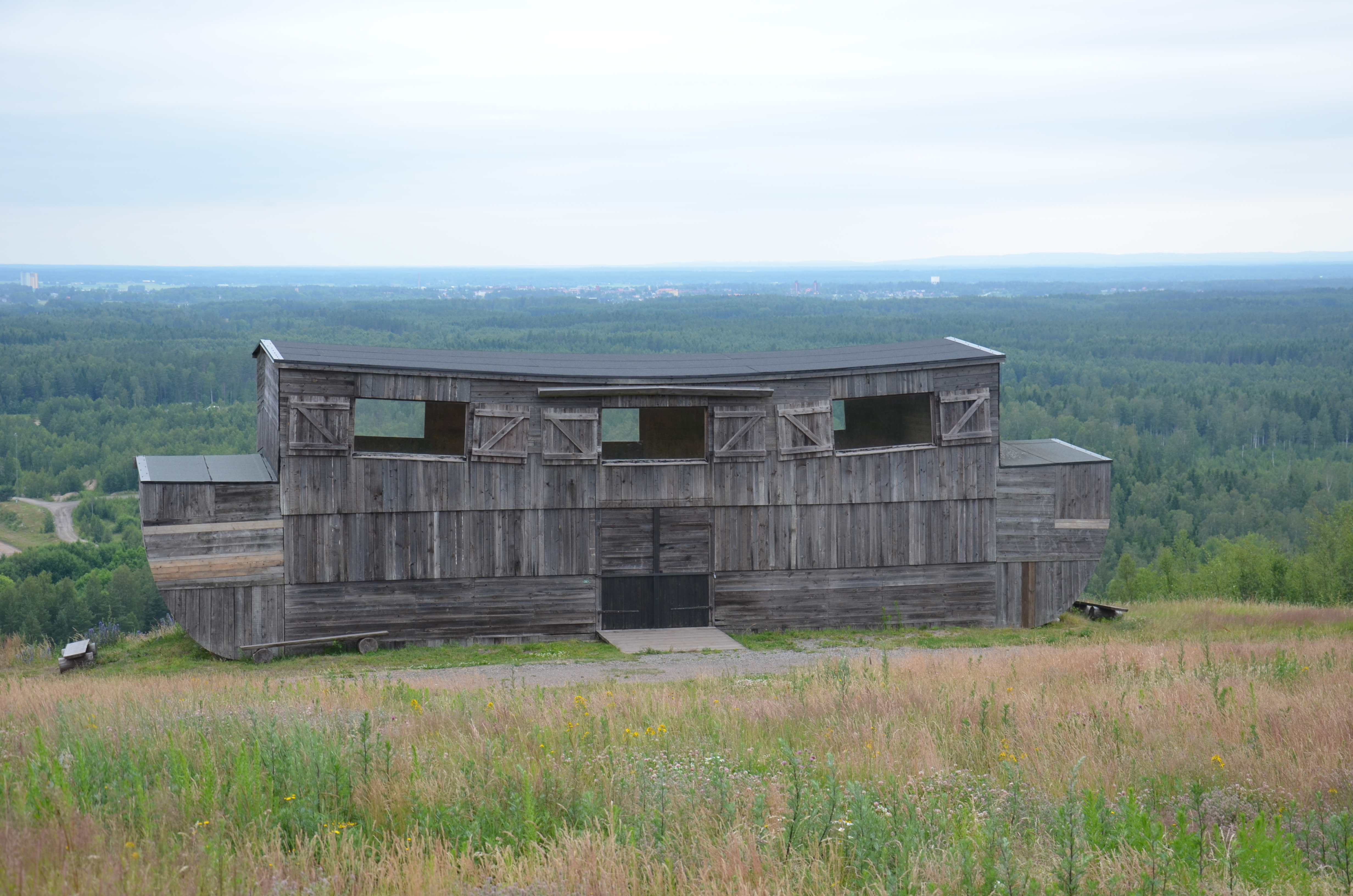
Arken av Olle Medin
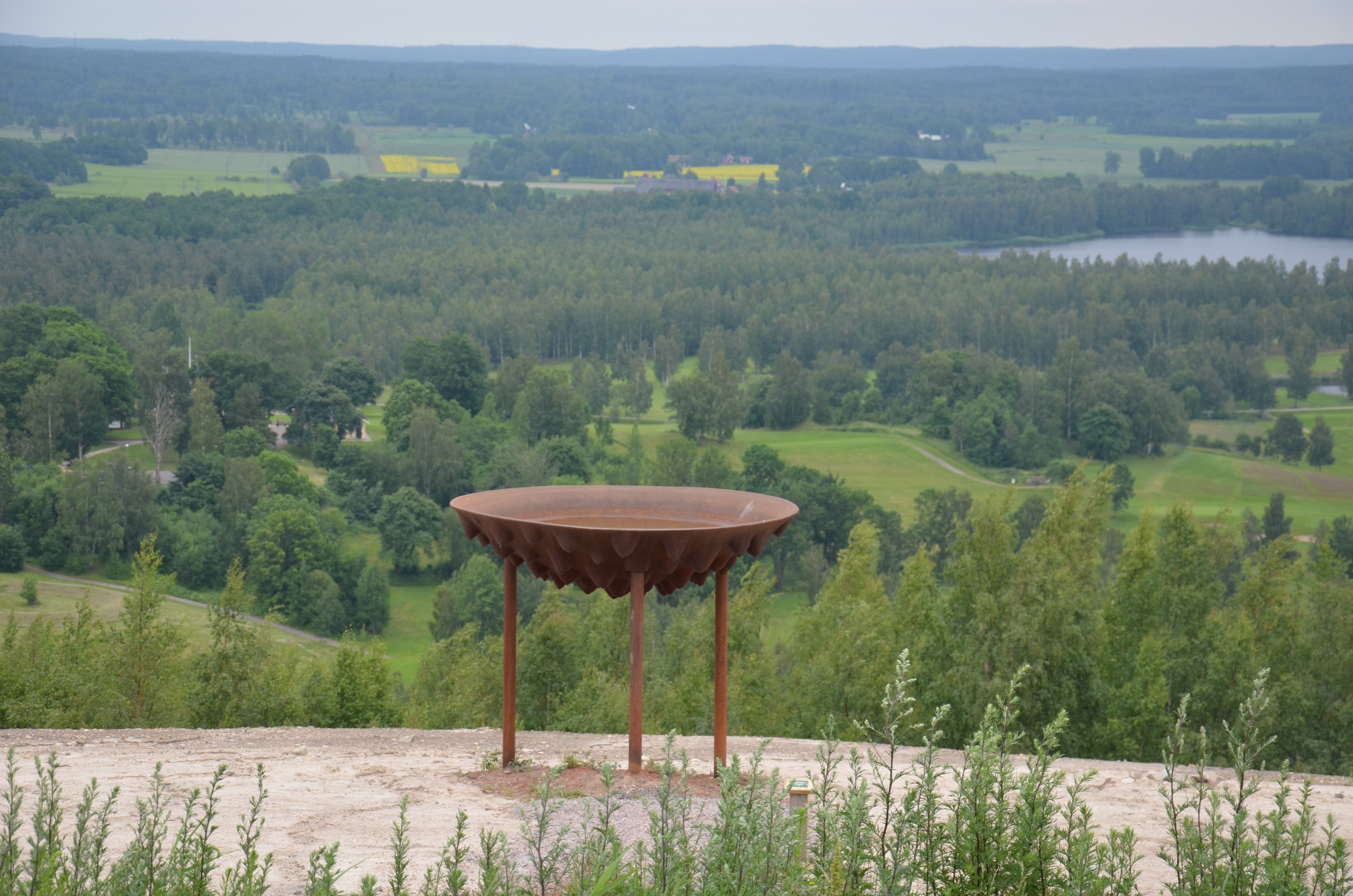
Bröstskål av Ulf Rollof
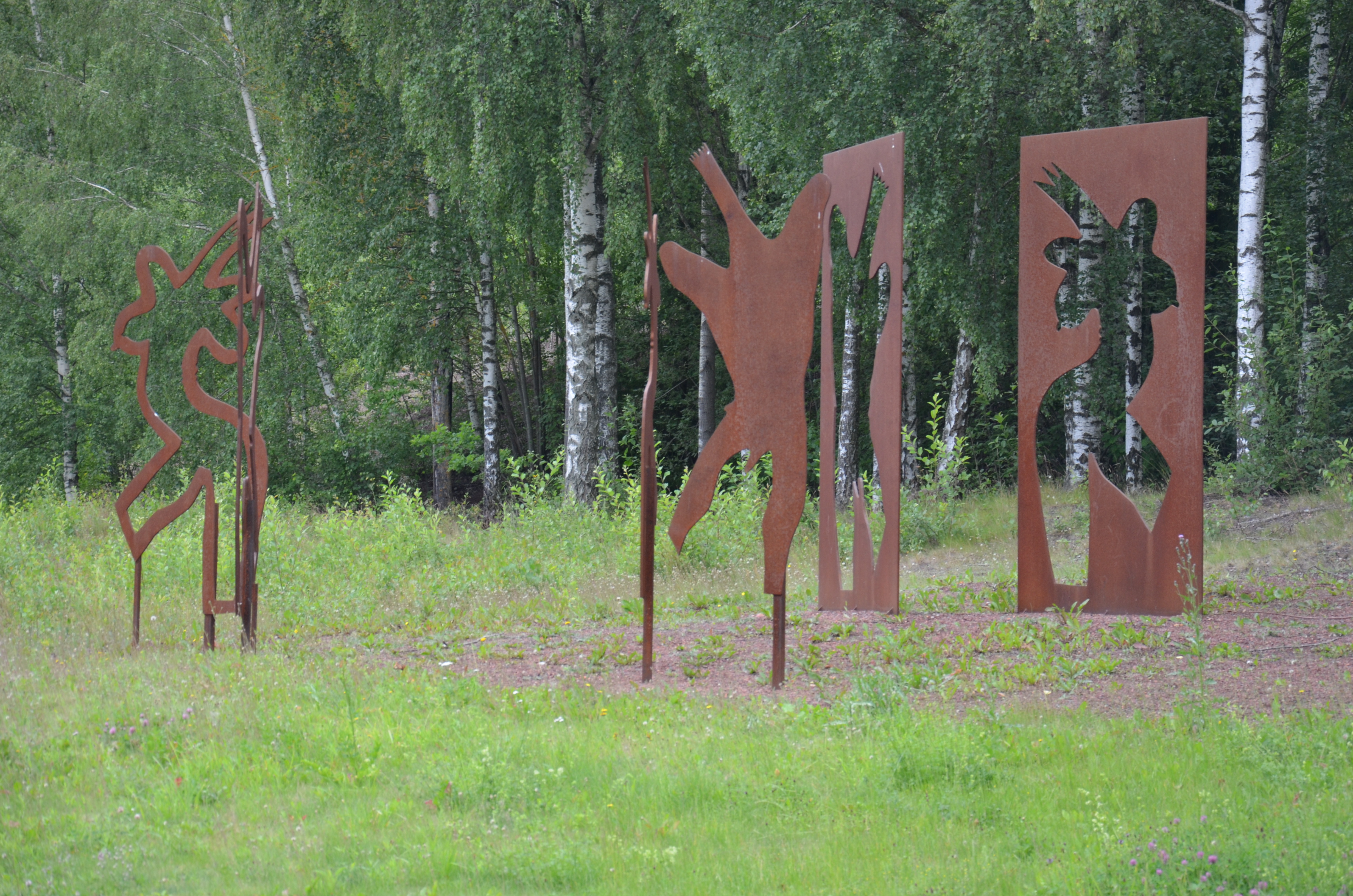
Dansen av Karin Ward
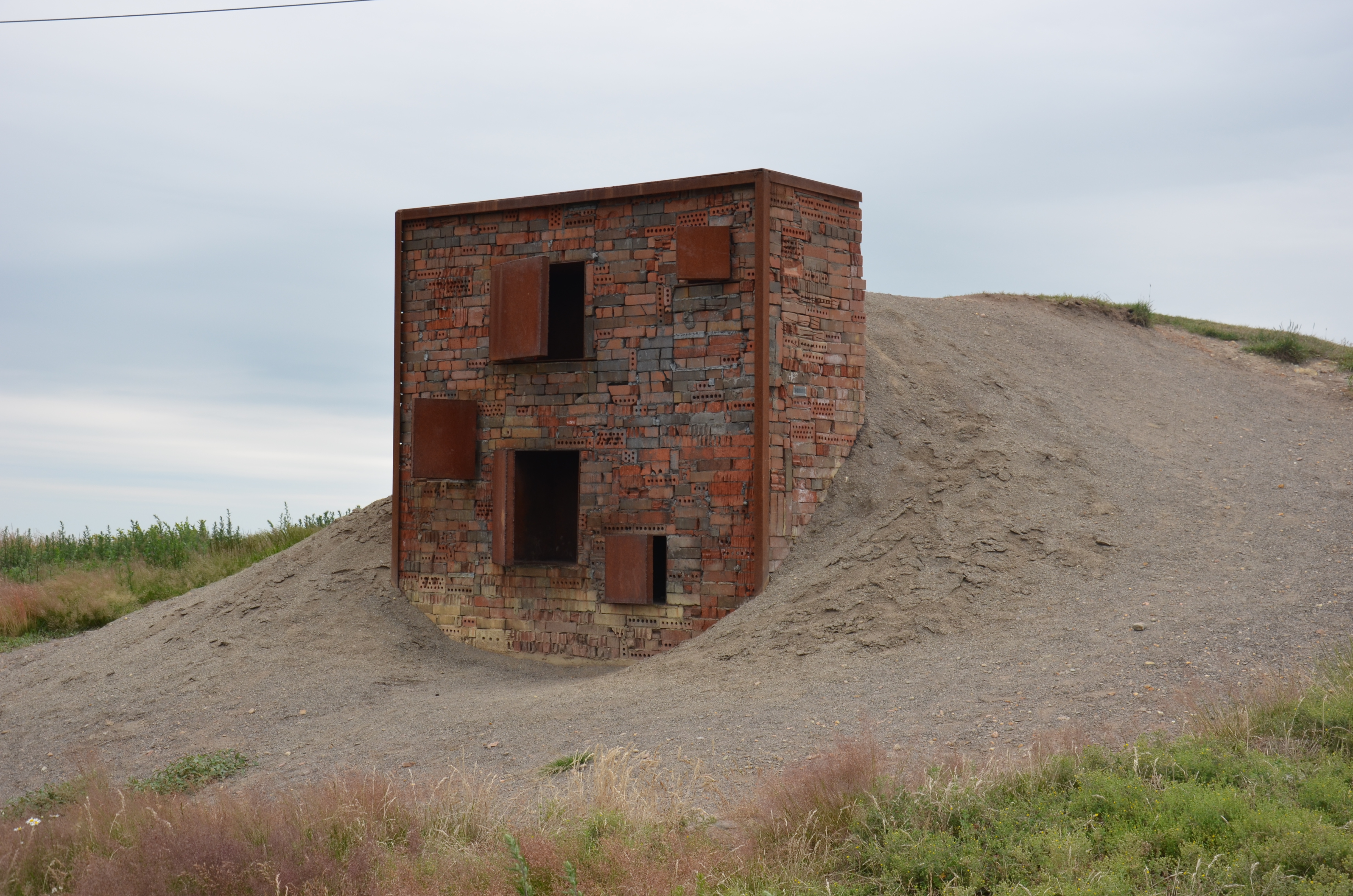
Bunker av James Bates
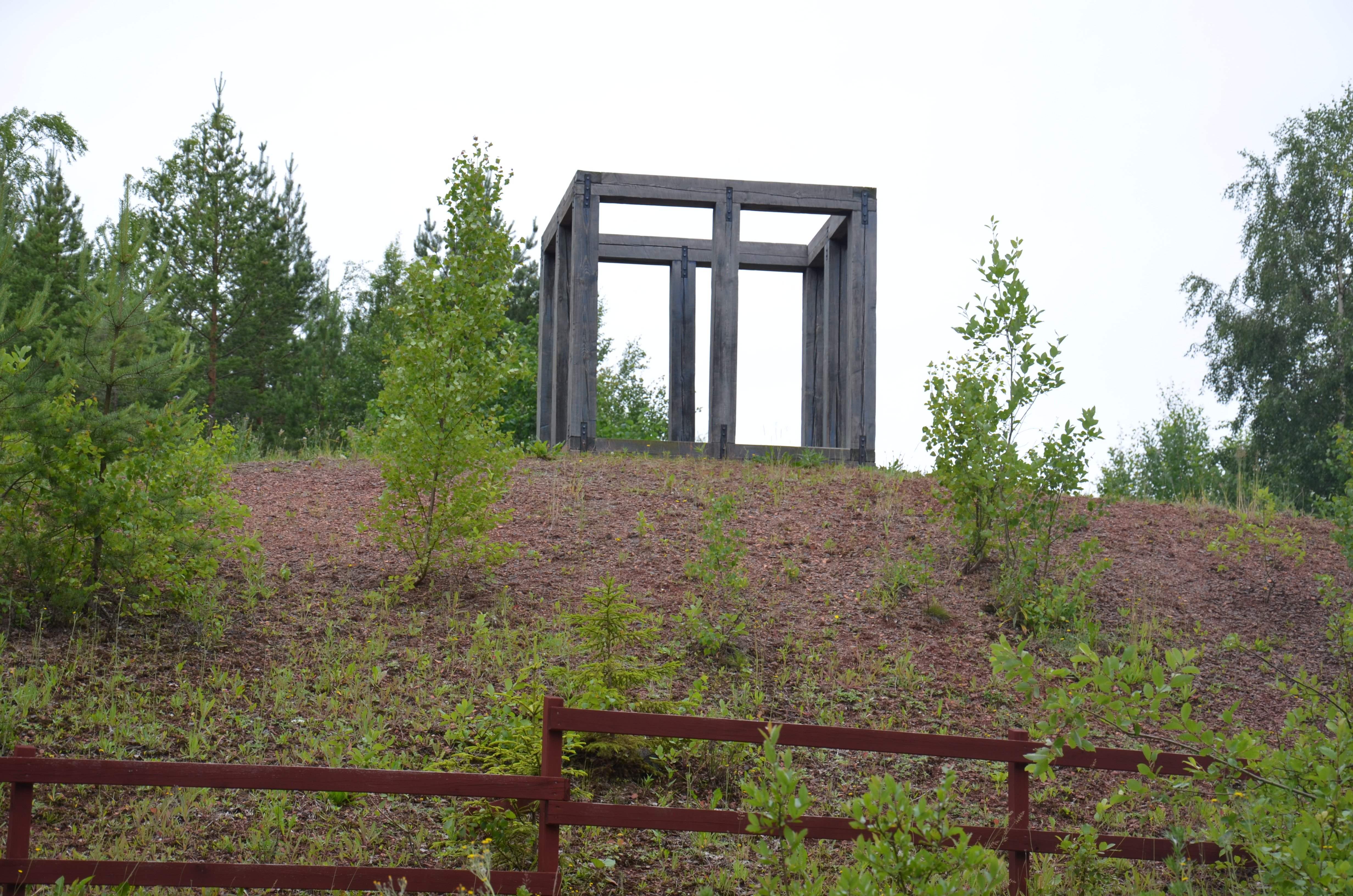
Rum för resande av Nils Bertil Malmberg
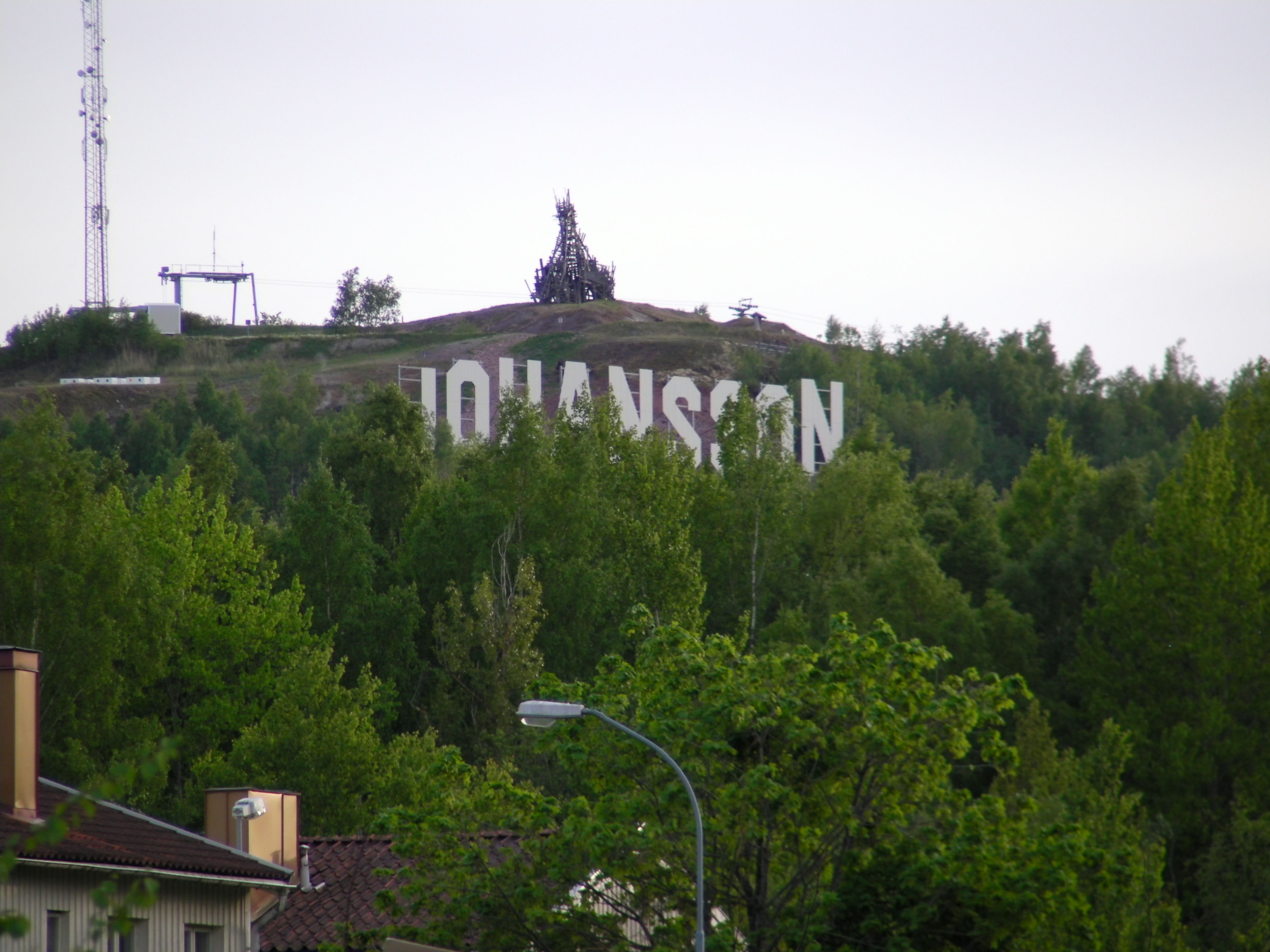
Utan titel av Peter Johansson
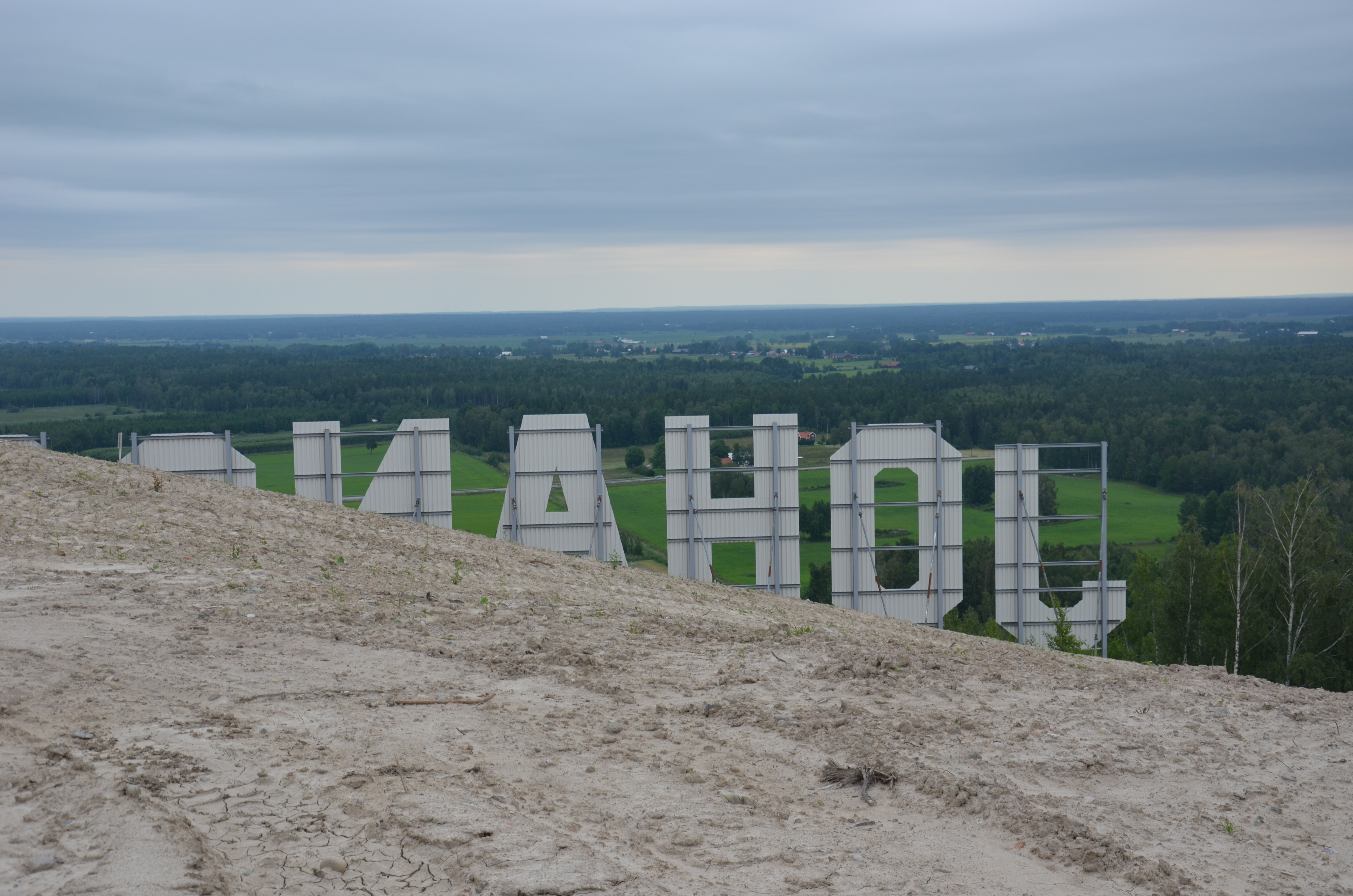
Utan titel av Peter Johansson
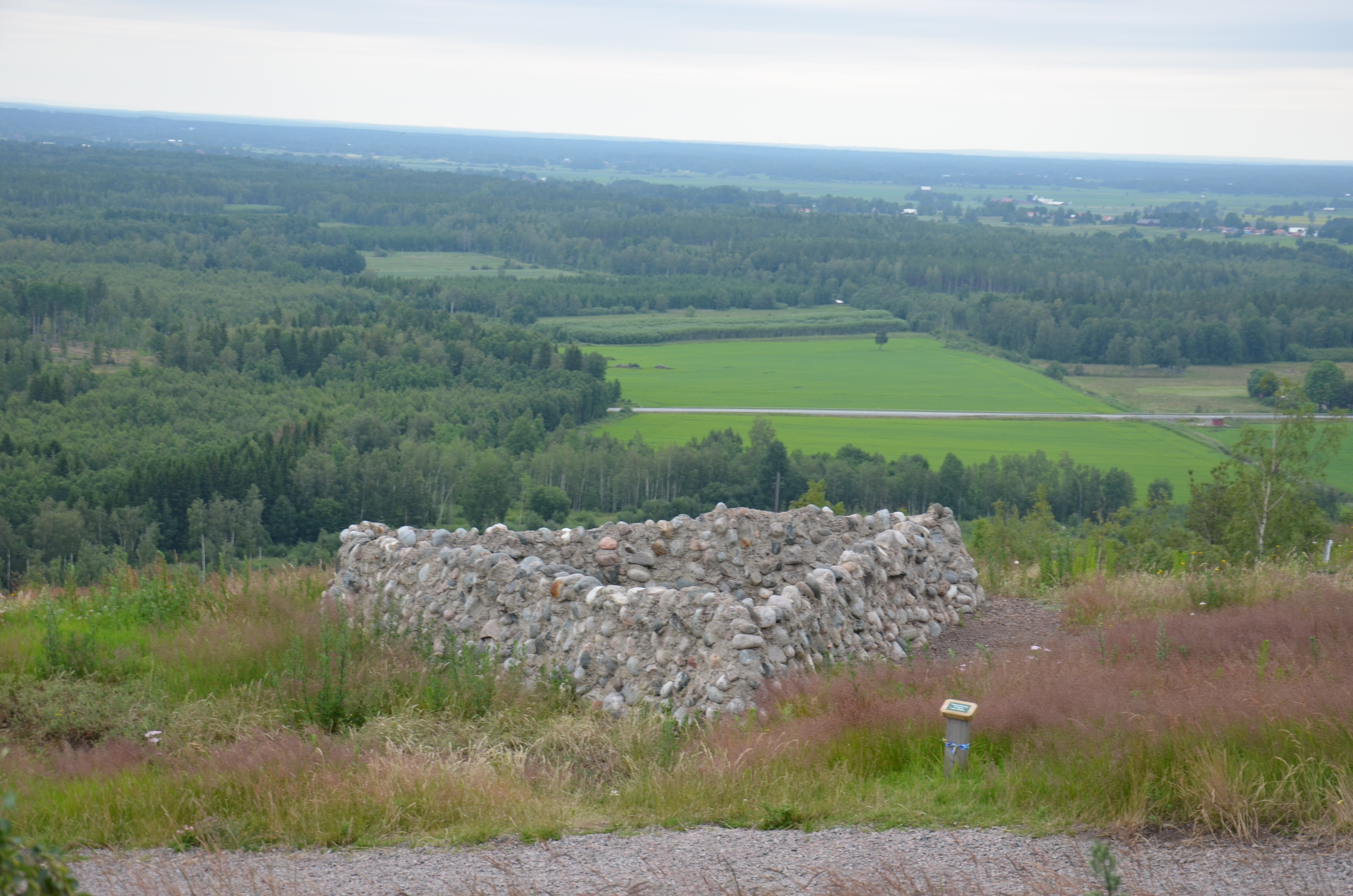
Hesperidernas trädgård av Lars Vilks
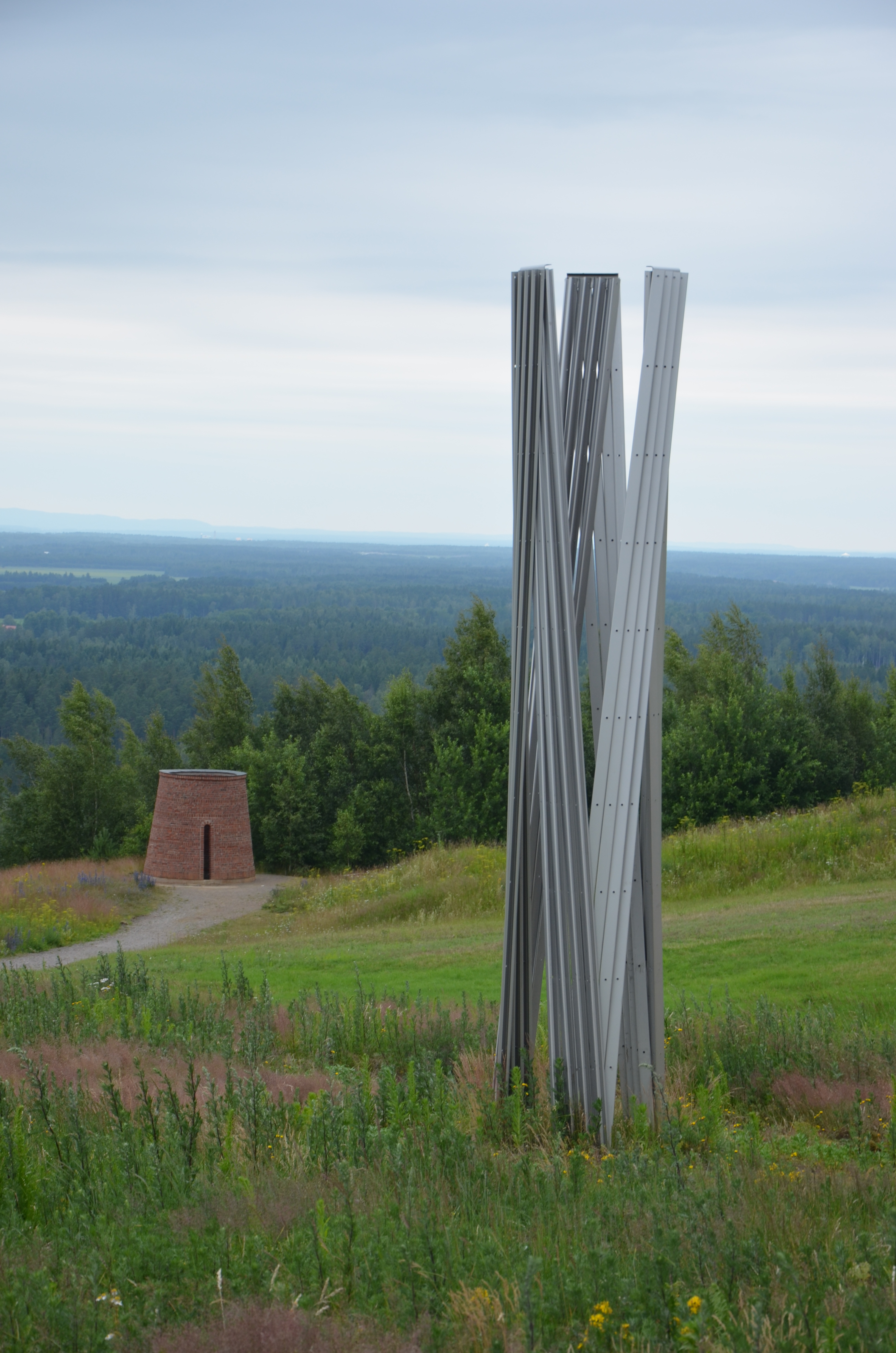
Stabil av Lars Englund
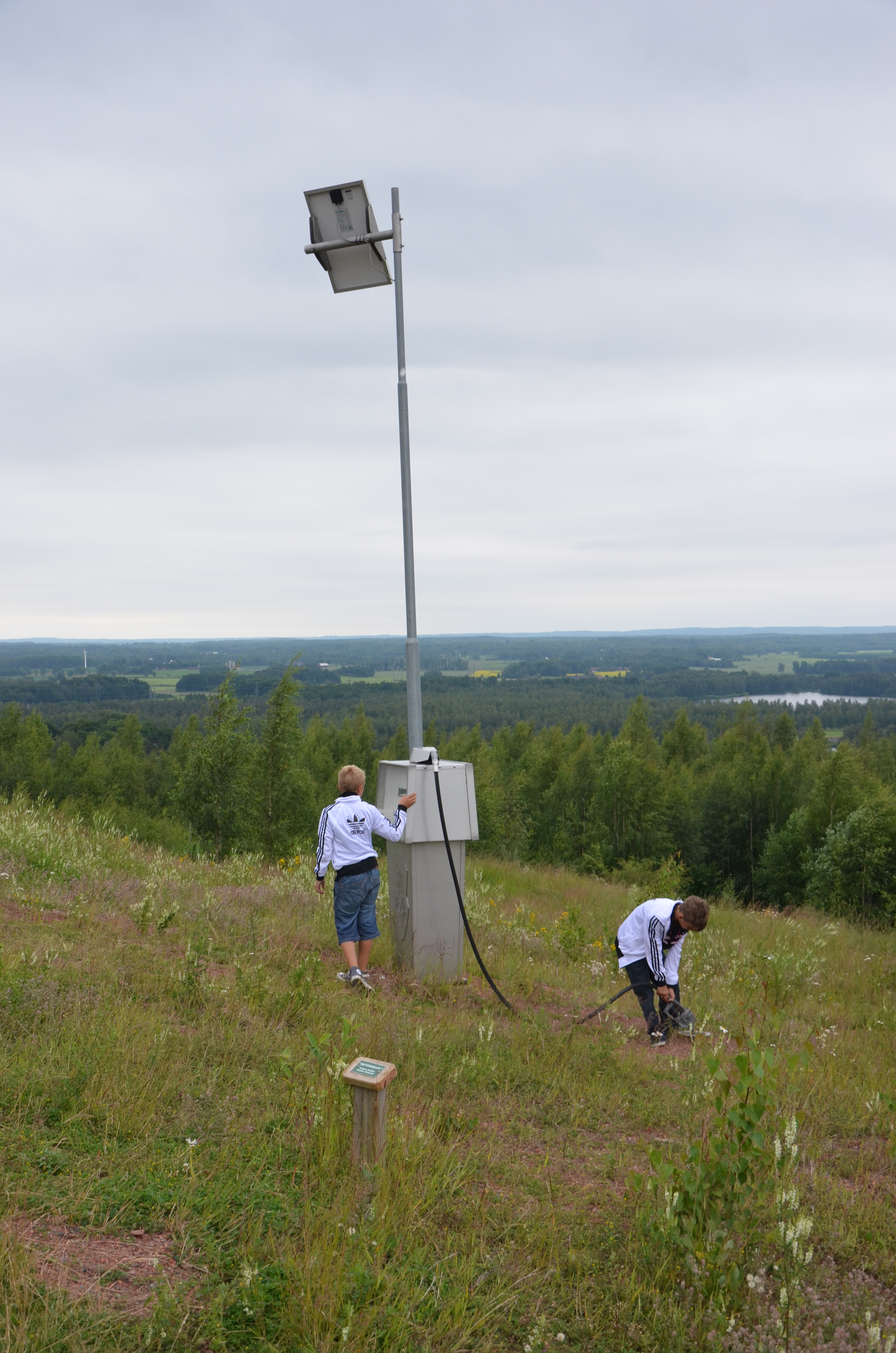
Motorheart av Arijana Kajfes och Anders Boqvist
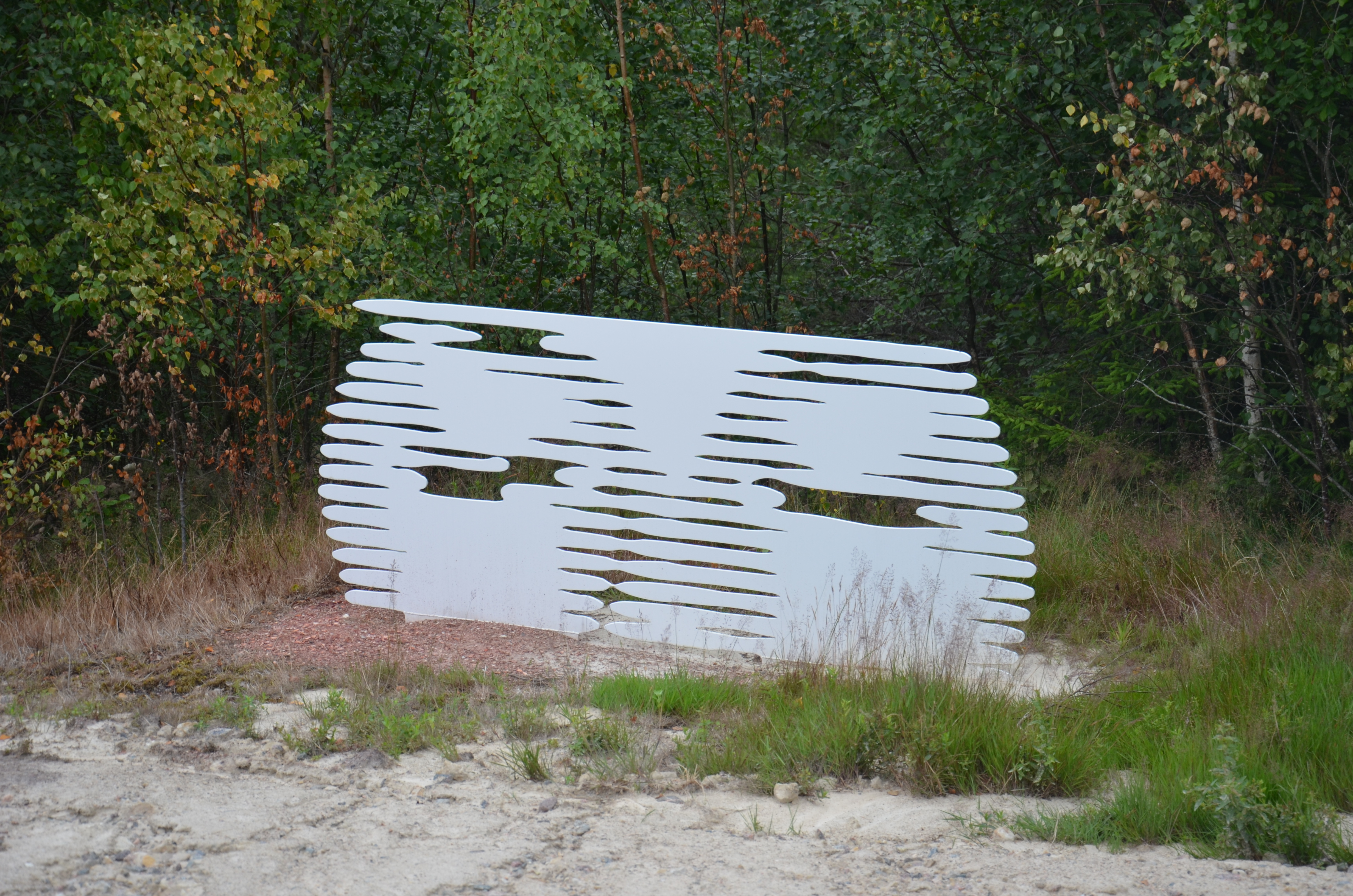
Synergi av Eva Marklund
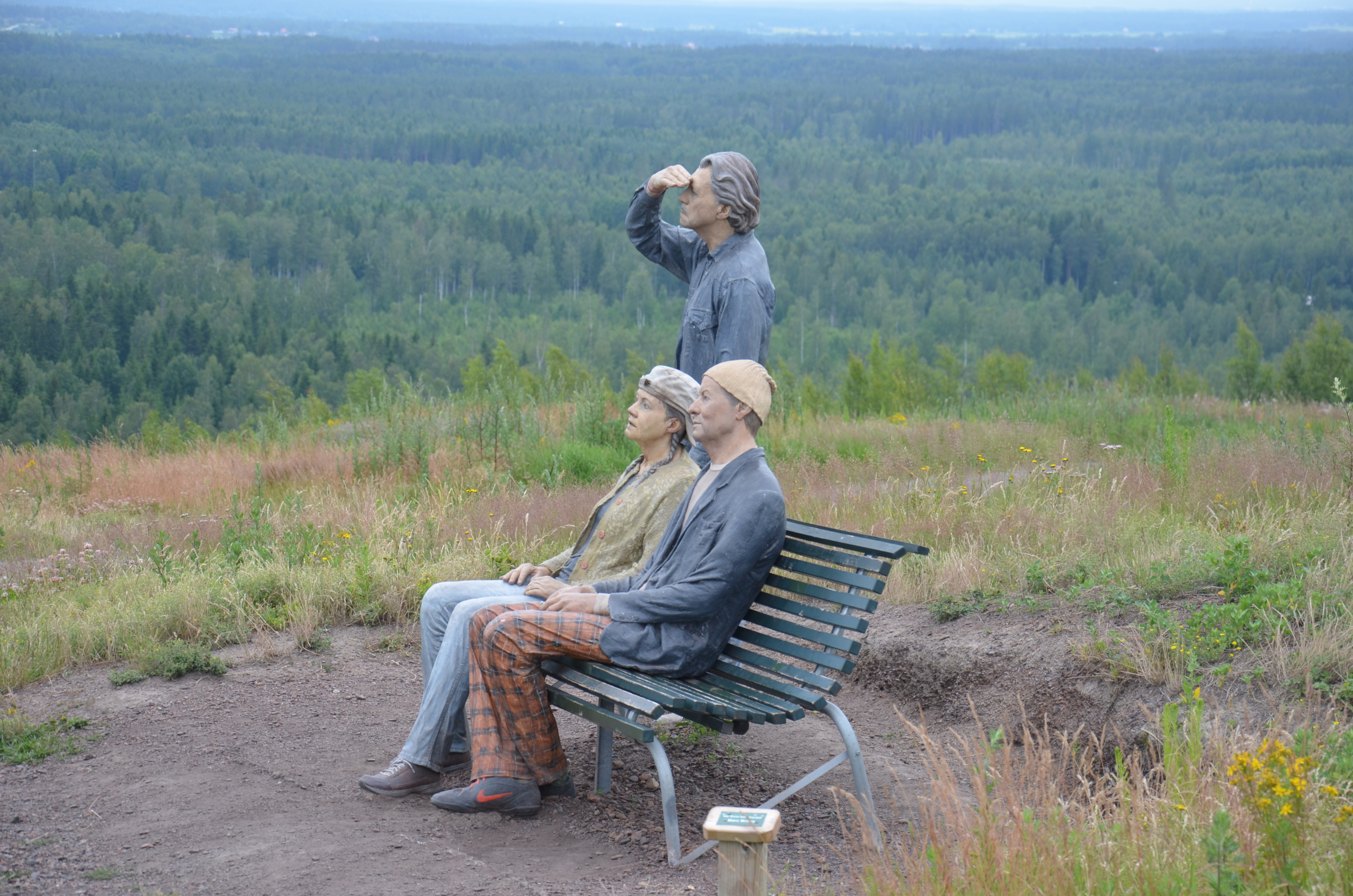
Var finns konstverket? av Marc Broos
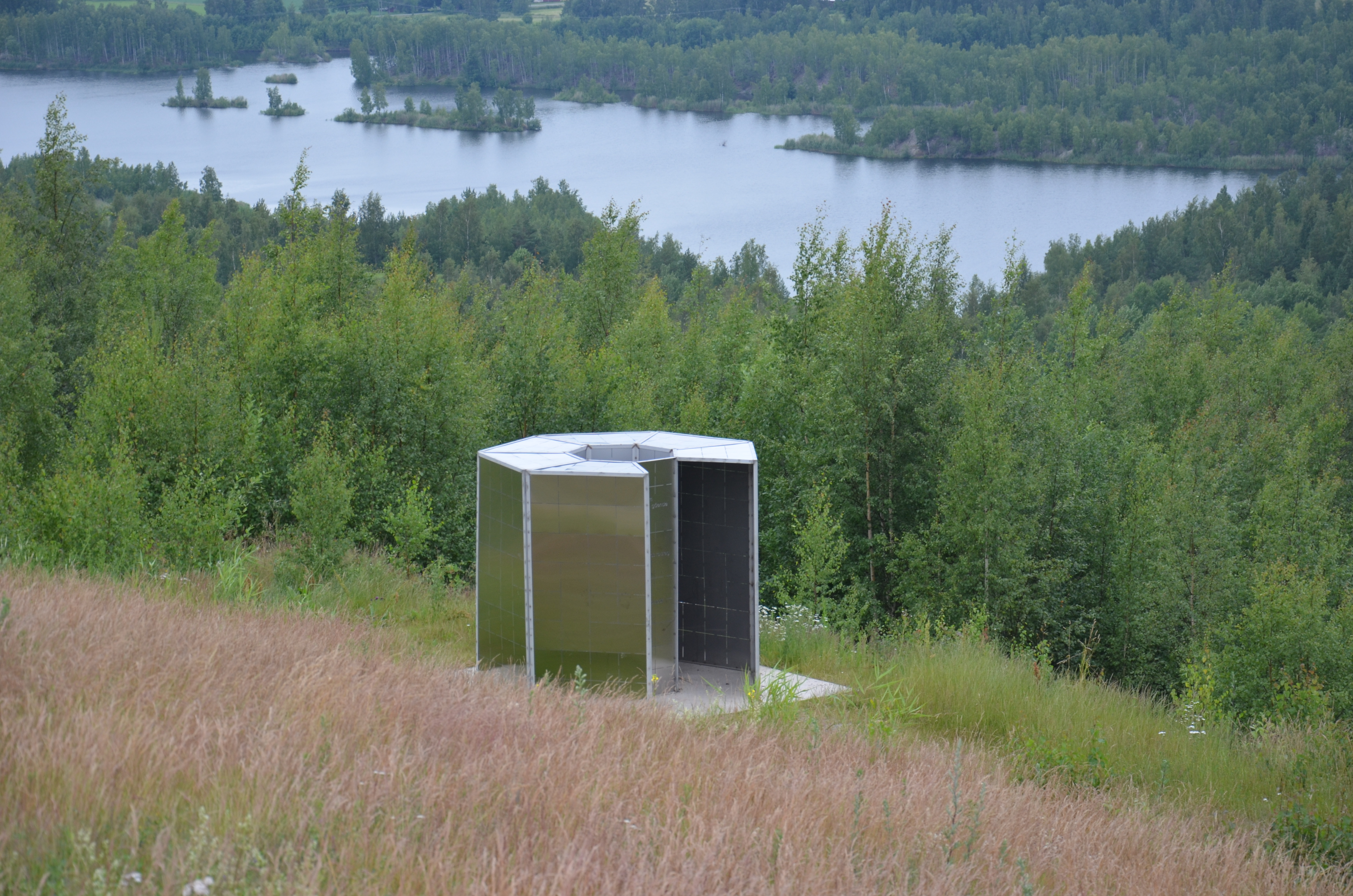
Heptagon av Corinne Ericson
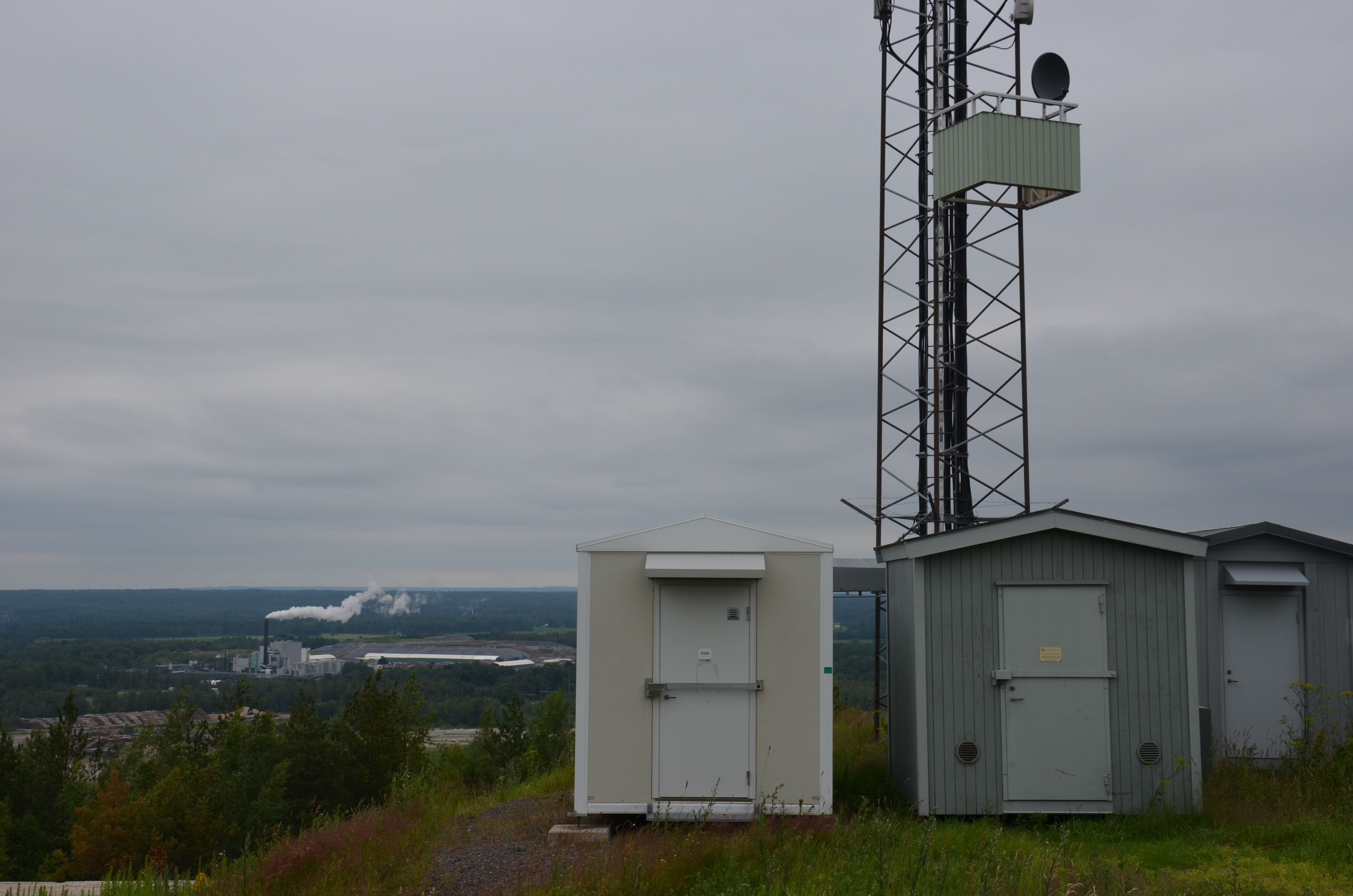
Periphery III av Sirous Namazi